# 傍花站 (咸鏡南道)
傍花站（韓語：방화역）是朝鮮民主主義人民共和國咸鏡南道高原郡彌屯里的一個鐵路車站，属于平罗线。

## 邻近车站
平罗线
弥屯站 - 傍花站 - 浮来山站